# Comuna Mareanivka, Novomoskovsk
Mareanivka (în ucraineană Мар`янівка) este o comună în raionul Novomoskovsk, regiunea Dnipropetrovsk, Ucraina, formată din satele Mareanivka (reședința), Novoskotuvate și Skotuvate.

## Demografie
Componența lingvistică a satului Mareanivka
     Ucraineană (89,16%)
     Rusă (9,37%)
     Alte limbi (0,41%)
Conform recensământului din 2001, majoritatea populației satului Mareanivka era vorbitoare de ucraineană (89,16%), existând în minoritate și vorbitori de rusă (9,37%).